# 北ブラバント州

北ブラバント州
Provincie Noord-Brabant

北ブラバント州（きたブラバントしゅう、Noord-Brabant [ˌnoːrd ˈbraːbɑnt] ( 音声ファイル)）は、オランダ南端部の州の1つである。州都はスヘルトーヘンボス（デン・ボス）。北はヘルダーラント州、南ホラント州、西はゼーラント州、東はリンブルフ州。南はベルギーのアントウェルペン州、リンブルフ州と境界を接する。なお、南ブラバント州は、ベルギー領となった後にブラバント州と改名され、それから後に分割されて消滅したため、「北」だけが残存する形となっている。

## 州名
標準的なオランダ語発音をカタカナ表記化すると「ノールトブラーバント」となり、そのように表記されることもある。しかし、「ノールト」を翻訳し、長音にせずに「北ブラバント州」と表記されることが多い。その他、以下のような表記もある。
- 北ブラーバント
- ノルトブラバント
- ノルトブラーバント
- ノールトブラバント

## 歴史
1952年5月31日に、1960年代後半以来、常に毎年100万人以上が訪れている遊園地のエフテリングが開園し、21世紀に入っても毎年数百万人が来園する、この州における重要な観光地の1つとなっている。

## 地理
北ブラバント州はオランダの南端の内陸に設置されている州である。同州の中部にはローンセ砂丘とドゥルーネンセ砂丘が存在し、ここは2002年に国立公園となった。

## 基礎自治体
2022年時点で、56の基礎自治体（ヘメーンテ）が属する。
1. アルフェン・ハーム (Alphen-Chaam)
2. アルテナ (Altena)
3. アステン (Asten)
4. バールレ＝ナッサウ (Baarle-Nassau)
5. ベルフエイク (Bergeijk)
6. ベルヘン・オプ・ゾーム (Bergen op Zoom)
7. ベルンヘーゼ (Bernheze)
8. ベスト (Best)
9. ブラーデル (Bladel)
10. ブケル (Boekel)
11. ボクステル (Boxtel)
12. ブレダ (Breda)
13. クラネンドンク (Cranendonck)
14. デュールネ (Deurne)
15. ドンゲン (Dongen)
16. ドリメレン (Drimmelen)
17. エールセル (Eersel)
18. アイントホーフェン (Eindhoven)
19. エッテン＝ルール (Etten-Leur)
20. ヘールトラウデンベルフ (Geertruidenberg)
21. ヘルドロップ・ミールロ (Geldrop-Mierlo)
22. ヘーメルト・バーケル (Gemert-Bakel)
23. ヒルゼ・エン・ライエン (Gilze en Rijen)
24. ホールレ (Goirle)
25. ハルダーベルヘ (Halderberge)
26. ヘーゼ・レーンデ (Heeze-Leende)
27. ヘルモント (Helmond)
28. スヘルトーヘンボス ('s-Hertogenbosch)
29. フースデン (Heusden)
30. ヒルファーレンベーク (Hilvarenbeek)
31. ラールベーク (Laarbeek)
32. ラント・ファン・クアイク (Land van Cuijk)
33. ローン・オプ・ザント (Loon op Zand)
34. マースホルスト (Maashorst)
35. マイエライスタット (Meierijstad)
36. ムールダイク (Moerdijk)
37. ニューネン・ヘルヴェン・エン・ネーデルヴェテン (Nuenen, Gerwen en Nederwetten)
38. オイルスホット (Oirschot)
39. オイステルヴァイク (Oisterwijk)
40. オーステルハウト (Oosterhout)
41. オス (Oss)
42. リューゼル・デ・ミールデン (Reusel-De Mierden)
43. ローゼンダール (Roosendaal)
44. ルクフェン (Rucphen)
45. シント・ミヒールスヘステル (Sint-Michielsgestel)
46. ソーメレン (Someren)
47. ソーネンブレウヘル (Son en Breugel)
48. ステーンベルヘン (Steenbergen)
49. ティルブルフ (Tilburg)
50. ファルケンスヴァールト (Valkenswaard)
51. フェルトホーフェン (Veldhoven)
52. フフト (Vught)
53. ヴァールレ (Waalre)
54. ワールワイク (Waalwijk)
55. ウーンスドレヒト (Woensdrecht)
56. ズンデルト (Zundert)

## スポーツ

### サッカー
北ブラバント州に本拠地を置くプロサッカークラブ。1部リーグ（エールディヴィジ）と2部リーグ（エールステ・ディヴィジ）の双方を含む。
- PSVアイントホーフェン - アイントホーフェン
- RKCワールワイク - ワールワイク
- ウィレムII - ティルブルフ
- NACブレダ - ブレダ
- RBCローゼンダール - ローゼンダール
- FCデン・ボス - スヘルトーヘンボス（デン・ボス）
- ヘルモント - ヘルモント
- FCアイントホーフェン - アイントホーフェン
- トップ・オス - オス